# Empresa contractista de defensa
Una empresa contractista de defensa (també anomenada contractista militar) és una organització comercial que forma part de la indústria armamentística, i que ofereix productes o serveis al departament de defensa d'un govern. Entre els seus productes hi ha: avions militars, vaixells de guerra, vehicles blindats, armament, i sistemes electrònics. Els seus serveis poden incloure: la logística, el suport tècnic, i el suport de telecomunicacions. Els contractistes de defensa, generalment no ofereixen el seu suport directe en les operacions militars. En virtut de les Convencions de Ginebra de 1949, els contractistes de defensa, i les empreses militars privades, que participen en el suport directe de les operacions militars, poden ser objectius legítims d'un atac militar.